# ROCKET DIVE
「ROCKET DIVE」（ロケット・ダイヴ）は日本のアーティスト、hideのソロ8枚目、hide with Spread Beaver名義では1枚目となるシングル。

## 概要
- 初回特典として「怪人カード」が封入された。これはhideの少年時代に流行った「仮面ライダースナック」のオマケを模したもので、メンバーを怪人に見立てている。
- テレビ東京系アニメ『AWOL -Absent Without Leave-』オープニングテーマ。
- 次作「ピンク スパイダー」のリリース直前にhideが急逝した為、本作品がhideが生前のうちにリリースされた最後の楽曲となった。
- 2007年5月2日にマキシシングル化され、再発売された。
- 2012年、フジテレビ系列のお笑い番組『ロケットライブ』のテーマソングに起用された。
- 2018年1月2日、NHK総合の志村けん主演のドラマ風単発コント『スペシャルコント 志村けん in 探偵佐平60歳』のオープニング/エンディングテーマに起用された。
- 2018年6月、hideの最新のトリビュート・アルバム『hide TRIBUTE IMPULSE』が発売、そのアルバムの中でhideのエクスタシーレコード時代の後輩にあたる元VIRUSの馬場育三が所属しているミクスチャー・ロックバンドのDragon Ashが本作をカバー。
- 2018年6月、ロシアで開催される「2018 FIFAワールドカップ」のテレビ朝日系の中継テーマソングとしてhide with Spread Beaverバージョン及び、Dragon Ashバージョンの本作が公式テーマソングとして採用された[3][4][5][6]。

## 背景
- X JAPAN解散後初のソロシングルであり、当時、X JAPAN解散のショックで落ち込むファン達へ向けた「クヨクヨせずに前を向いてロケットのように飛び出していこうぜ」というhideからのメッセージが込められている。そのため全体的に明るい曲調でポップな曲に仕上がっている。「一刻も早くファンの元へ届けたかった」というhideの言葉通り、X JAPANの最終公演「THE LAST LIVE」からわずか1ヶ月足らずで発売された。
- この曲を閃いたきっかけは当時、テレビでサッカーワールドカップのアジア予選を見ていたhideが選手の戦いぶりに感動したのと、サポーター達の熱い声援が、自分自身のファン達にも重なって見えて共感を覚えたことがきっかけである[7][8]。

## 音楽性
- hideはこの「ROCKET DIVE」から次回作「ピンク スパイダー」「ever free」に渡るまでの一連の楽曲を3部作の繋がった楽曲として制作しており、「ROCKET DIVE」には「若いうちは失敗を恐れずにどんどん世界へ飛び出して行こう」というメッセージが込められており、「ピンク スパイダー」には「でも飛び出した世の中はそんなに甘くはない」という「失敗と挫折」を歌った曲であり、「ever free」には「それでも人生は何度だってやり直せる、可能性を信じて生きて行こう」というメッセージが込められた楽曲であると生前語っていた。
- かつてユニバーサルビクターのhideサイトで行われた曲の人気投票では1位を獲得した。
- イントロは、KISSの「ROCKET RIDE」（『アライヴ2』収録新曲）のイントロをオマージュしている。これは、hideの憧れのギタリストがエース・フレーリーだったからである（因みに「ROCKET RIDE」の作詞作曲とリードヴォーカルはエースであり、ドラム以外の楽器も全てエースが担当している）。
- 歌詞は「『洋楽の音節に日本語が合わない』なんて絶対に思わない。外国人が聞いても『格好良い』と思えるような言葉の乗り方をしていて、ちゃんと聞き取れる日本語の歌詞を書いて、歌い上げる」という前提を踏まえた上で、1997年秋に日本で全てを書き上げた[9]。「錆びつく前に ——」のような言い回しは数年前に注目されたもので、ニール・ヤングの「ヘイ・ヘイ、マイ・マイ」の歌詞に「It's better to burn out 'cause rust never sleeps／いっそ全部燃えてしまえばいい、錆が眠ることはないのだから」という1フレーズがあり、その対となる楽曲「マイ・マイ、ヘイ・ヘイ」の1フレーズがカート・コバーン[注 1]の遺書に引用されていた（It's better to burn out than to fade away／いっそ全部燃えてしまえばいい、次第に衰退していくよりは）。
- サビのコード進行はX JAPAN「ENDLESS RAIN」（1989年）や「Tears」（1993年）にも用いられている「カノン進行」。

## ミュージック・ビデオ
- PV撮影前に、hideが足を骨折してしまった。最初の予定だった「みんなで元気に飛び上がる」シーンを急遽「握り拳で殴る」シーンを印象的に見せる等、hideは様々な代替案を出していった[9]。

## 収録曲
1. ROCKET DIVE
2. ROCKET DIVE (voiceless version)
3. DOUBT (MIXED LEMONed JELLY MIX)
  - アルバム『Ja,Zoo』には曲頭のノイズをカットしたバージョンが「DOUBT '97」として収録されている。
  - ライブイベント「MIXED LEMONed JELLY」の開催前日に本楽曲の前身を制作した。実際に披露したら格好良くて、ファンの受けも良かったためにスタジオ音源化が決まった[10]。
  - ボーカルを全編新規で録音している[10]。
  - ギターのパートを原曲の素材をサンプリングしている[10]。
  - コンパクトエフェクターをリズム隊にかけたり等、様々な実験をしている[10]。

（全作詞・作曲：hide）

## 収録アルバム
- Ja,Zoo (#1, 3) ※#3は別バージョンで収録。
- hide BEST 〜PSYCHOMMUNITY〜 (#1)
- hide SINGLES 〜Junk Story〜 (#1)
- hide PERFECT SINGLE BOX (全曲)
- KING OF PSYBORG ROCK STAR (#3)
- We Love hide 〜The Best in The World〜 (#1,3)
- “Musical Number” 〜ROCKミュージカル ピンクスパイダー〜 (#1, 3) ※#3は『Ja,Zoo』のバージョンで収録。
- 子 ギャル (#1)

## カヴァー・バージョン
- 1999年5月1日に発売されたhideのトリビュート・アルバム『hide TRIBUTE SPIRITS』で布袋寅泰がカヴァーしている。2013年に開催された布袋の日本全国ツアー終演の暁にファイナルの日が収録されたBlu-rayコンプリートボックス『Rock'n Roll Revolution Tour』には3曲のメドレー形式でパフォーマンスをした「サラバ、愛しき悲しみたちよ~Rocket Dive~Still Alive」が収録されている（「Rocket Dive」前後2曲はオマージュに富み、いずれも布袋が作曲している）。
- 小室哲哉が2007年7月4日にDJTK名義でリリースしたリミックス・アルバム『Cream Of J-POP 〜ウタイツグウタ〜』にリミックス・バージョンを収録している。
- GLAYのHISASHIが『GLAY STADIUM LIVE 2012 THE SUITE ROOM IN OSAKA NAGAISTADIUM “7.28 SUPER WELCOME PARTY”』で1コーラスのみカヴァーしている。
- 韓国のアイドルグループEXOのメンバー、チャンヨルが『EXO FROM. EXOPLANET #1 THE LOST PLANET』の日本公演でこの曲をカヴァーして披露した。彼自身、HIDEのファンである。また、この曲を披露した際、髪型や服装もHIDEの赤髪と黄色い服を真似していた。
- 2011年11月23日に発売されたアルバム『CRUSH!2 -90's V-Rock best hit cover songs-』でメガマソがカヴァーしている。
- 2013年7月3日に発売されたhideのトリビュート・アルバム『hide TRIBUTE III -Visual SPIRITS-』でR指定がカヴァーしている。
- 2013年8月28日に発売されたhideのトリビュート・アルバム『hide TRIBUTE IV -Classical SPIRITS-』で村中俊之 feat. エリヤがカヴァーしている。
- 2013年12月18日に発売されたhideのトリビュート・アルバム『hide TRIBUTE VI -Female SPIRITS-』でAMIAYAがカヴァーしている。
- 2013年12月18日に発売されたhideのトリビュート・アルバム『hide TRIBUTE VII -Rock SPIRITS-』で氣志團がカヴァーしている。
- EXILE SHOKICHIが2018年5月23日にリリースしたソロシングル『Underdog』にカップリング曲として、この曲のカヴァーが収録されている。
- 2018年6月6日に発売されたhideのトリビュート・アルバム『hide TRIBUTE IMPULSE』でDragon Ashがカヴァーしている。
- 2023年5月31日に発売された佐藤流司のバンドプロジェクトThe Blow Beatのシングル『ラブレター』にてカヴァーされている。